# Nobleza gaucha (pel·lícula de 1915)
Nobleza gaucha és una pel·lícula argentina muda, en blanc i negre, dirigida per Humberto Cairo, cap de producció de l'empresa de Julián de Ajuria,Ernesto Gunche i Eduardo Martínez de la Pera, amb guió de José González Castillo sobre els poemes Martín Fierro de José Hernández i  Santos Vega  de Rafael Obligado. Es va estrenar en 1915 i va tenir com a protagonistes a Orfilia Rico, Arturo Mario, María Padín, Celestino Petray i Julio Scarcella. En 1937 es va realitzar una nova versió amb so.
Fragments d'aquest film van ser inclosos en la pel·lícula Aller simple (Tres historias del Río de la Plata) (1998).

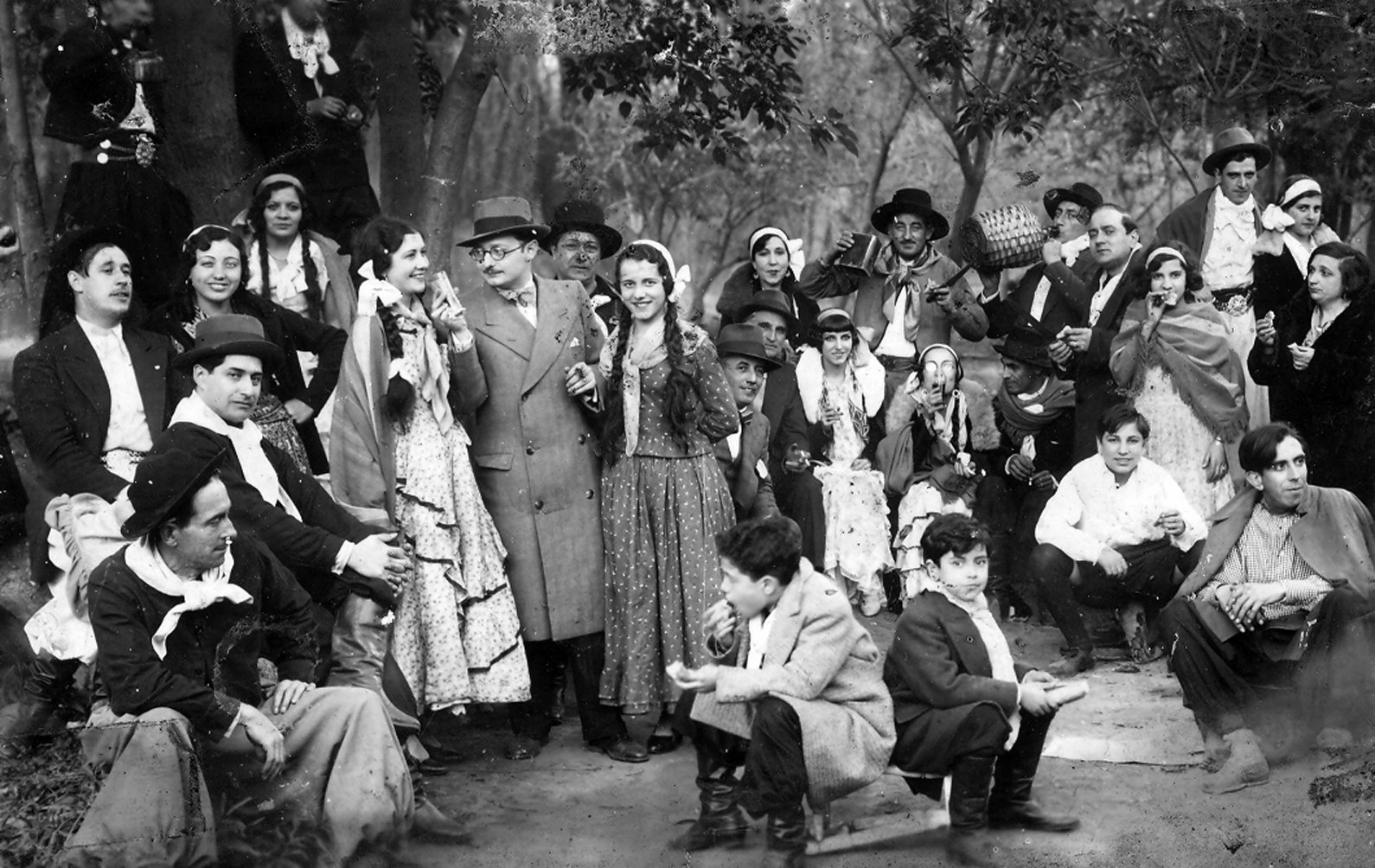
Escena del film.

## Argument
Un patró llicenciós porta a una noia al seu palau en Buenos Aires, després de raptar-la. Quan el gautxo que la vol acudeix per a rescatar-la, l’estancier es val d'un comissari corrupte per a acusar-lo falsament de cuatrero (lladre de bestiar). El film finalitza quan, perseguit pel gautxo, mor en caure per un penya-segat amb el seu cavall.

## Producció
Les escenes d'exteriors van ser filmades en l'estada “La Armonía” i les d'interior sobre l'escenografia construïda a la terrassa d'una tenda de mobles i en altres escenaris autèntics de Buenos Aires. La seva estrena va ser un fracàs, però José González Castillo va tenir la feliç idea de substituir gairebé totes les llegendes explicatives del film amb fragments dels poemes Martín Fierro i Santos Vega, obtenint en la seva segona estrena un èxit clamorós que va permetre que els $20,000.00 pesos que va costar la pel·lícula es convertissin en $600,000.00 pesos d'ingressos. Una idea de la popularitat del film la dona el fet que va arribar a projectar-se simultàniament en 25 cinemes portenys i a més que va ser vista a Espanya, Brasil i altres països llatinoamericans. Una companyia yerbatera va aprofitar per a utilitzar la marca “Nobleza gaucha” per al seu producte i la continua usant fins avui.

## Comentari
El fet que l'acció es desenvolupés tant al camp com a la ciutat va permetre contrastar la vida en un i un altre ambient, i mostrar als habitants de la ciutat aspectes típics de la campanya, com a domatges, cançons, estris, ranxos, rostits i sobretot, transformar-se en un film de denúncia social sobre l'explotació de què era objecte el treballador rural. En les escenes de la ciutat, apareix el barri de Constitución, l'Avenida de Mayo, l'edifici del Congrés, així com els nouvinguts automòbils i personatges com canillitas, vigilants, sacerdots, etc. Les actuacions van ser mitjanes, sense exageracions. Per al crític Di Núbila “tot això va donar a Nobleza gaucha interès, qualitat, encant i autenticitat. La intel·ligència de la seva concepció i l'encert de l'execució han d'atribuir-se a la capacitat combinada de Caito, Martínez, Gunche i González Castillo, que mai van tornar a treballar junts i que, separats, mai van poder repetir la gesta. En realitat mai es va repetir el fenomen de Nobleza gaucha, que malgrat la seva aparició primerenca, va romandre com a campiona de boletería del cinema argentí fins a l'adveniment del sonor”.
La pel·lícula va ser exhibida al Festival de Cinema Llatinoamericà de Polònia el 28 de juny de 2003 i al Festival Internacional de Cinema de Mar del Plata de 8 de novembre de 2008.

## Repartiment
- Arauco Radal
- Margot Segré
- Ángel Boyano
- Arturo Mario
- María Padín
- Celestino Petray
- Orfilia Rico
- Julio Scarcella